# Bielnik (dopływ Szklarki)
Bielnik (niem. Weisse Seifenfloss) – potok, lewy dopływ Szklarki o długości 2,32 km.
Potok płynie w Sudetach Zachodnich, w zachodniej części Karkonoszy. Jego źródła znajdują się na północnych zboczach Wielkiego Szyszaka, poniżej Śnieżnych Kotłów na wysokości 925 m n.p.m. Płynie na północ po granicie i jego zwietrzelinie. Przyjmuje kilka bezimiennych potoków oraz prawe dopływy – Białkę i Wrzączkę. Według Słownika geografii turystycznej Sudetów potok Wrzączka jest dopływem Suchej Siklawy, natomiast na mapie Wydawnictwa „Plan” (Mapa turystyczna Karkonosze polskie i czeskie) jest ona dopływem Bielnika. Uchodzi do Szklarki.
Bielnik odwadnia północne stoki Karkonoszy poniżej Wielkiego Szyszaka i Śnieżnych Kotłów. Cały obszar zlewni Bielnika porośnięty jest górnoreglowymi lasami świerkowymi. W górnym biegu Bielnik przecina czarny szlak turystyczny z Jagniątkowa do Schroniska PTTK „Pod Łabskim Szczytem”.